# Druhé podání
Druhé podání je druhé studiové album zpěváka Františka Nedvěda, vydané roku 1999. společností BMG Ariola. Jedná se o coververze zahraničních hitů.

## Seznam skladeb
| Pořadí | Název               | Autor            | Délka |
| ------ | ------------------- | ---------------- | ----- |
| 1.     | Řemeslo             | Gordon Lightfoot | 3:19  |
| 2.     | Svítání             | P.McGee          | 2:55  |
| 3.     | Tak to má být       |                  | 4:24  |
| 4.     | Co mám nejraději    |                  | 2:36  |
| 5.     | Křídla              |                  | 3:41  |
| 6.     | Jsem jenom chlap    |                  | 2:36  |
| 7.     | Protokol            |                  | 4:06  |
| 8.     | Můj zvon            |                  | 4:21  |
| 9.     | Zlatá rybka         |                  | 3:05  |
| 10.    | Cherokee Bill       |                  | 5:29  |
| 11.    | Už ti nemám co říct |                  | 3:29  |
| 12.    | Devatenáct          |                  | 3:33  |
| 13.    | Písnička je lék     |                  | 4:47  |

## Hudební aranžmá
- Řemeslo (Gordon Lightfoot / č. text – Dušan Vančura)
- Svítání (P. McGee / č. text – F. Nedvěd)
- Tak to má být (G. Lighfoot / č. text – D. Vančura)
- Co mám nejraději (G. Lightfoot / č. text – D. Vančura)
- Křídla (G. Lightfoot / č. text – D. Vančura)
- Jsem jenom chlap — F. Nedvěd
- Protokol (G. Lightfoot / č. text – D. Vančura
- Můj zvon (D. Seals / Dan McDill / č. text – D. Vančura
- Zlatá rybka (D. Seals / č. text – D. Vančura
- Cherokee Bill (G. Lightfoot / č. text – D. Vančura
- Už ti nemám co říct — F. Nedvěd
- Devatenáct (G. Lightfoot / č. text – D. Vančura
- Písnička je lék — F. Nedvěd